# Эвпоматия
Эвпоматиевые (лат. Eupomatiaceae) — семейство цветковых растений порядка Магнолиецветные, включающее в состав лишь три вида, принадлежащих одному роду Эвпоматия (Eupomatia).
Распространены в прибрежной зоне Восточной Австралии, от полуострова Кейп-Йорк на юг до Восточной Виктории и на востоке Новой Гвинеи. Эвпоматии — небольшие деревья или кустарники, сочетающие в себе, наряду с очень примитивными, признаки высокой специализации.
Опыляются жуками-долгоносиками Elleschodes.

## Виды
- Eupomatia barbata Jessup (2002)
- Eupomatia bennettii F.Muell. (1858) — Эвпоматия Беннетта
- Eupomatia laurina R.Br. (1814) — Эвпоматия лавровая